# 国道367号

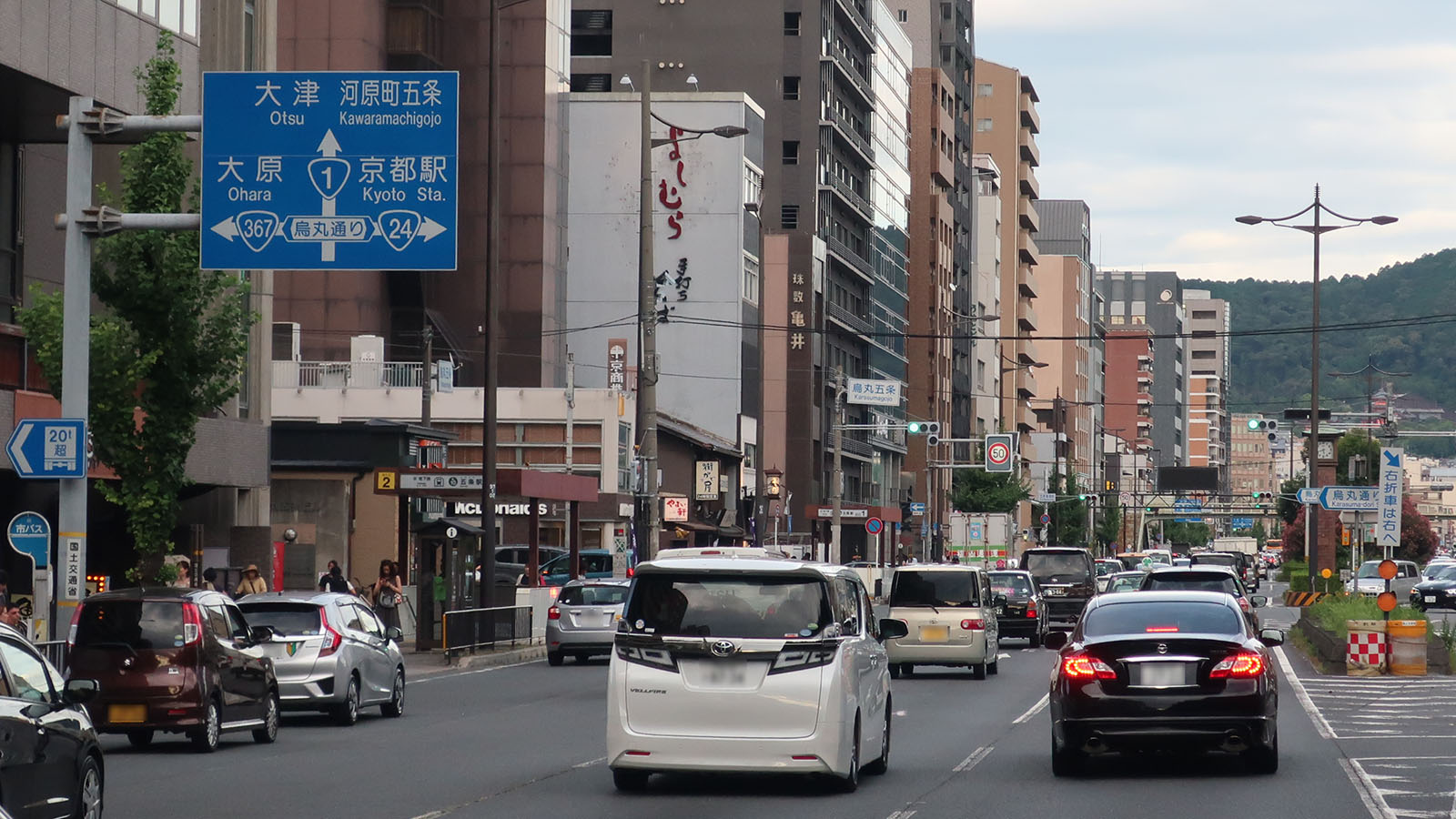
国道367号 起点
京都府京都市下京区
烏丸五条交差点

国道367号（こくどう367ごう）は、京都府京都市下京区から滋賀県高島市を経由して、福井県三方上中郡若狭町に至る一般国道である。

## 概要

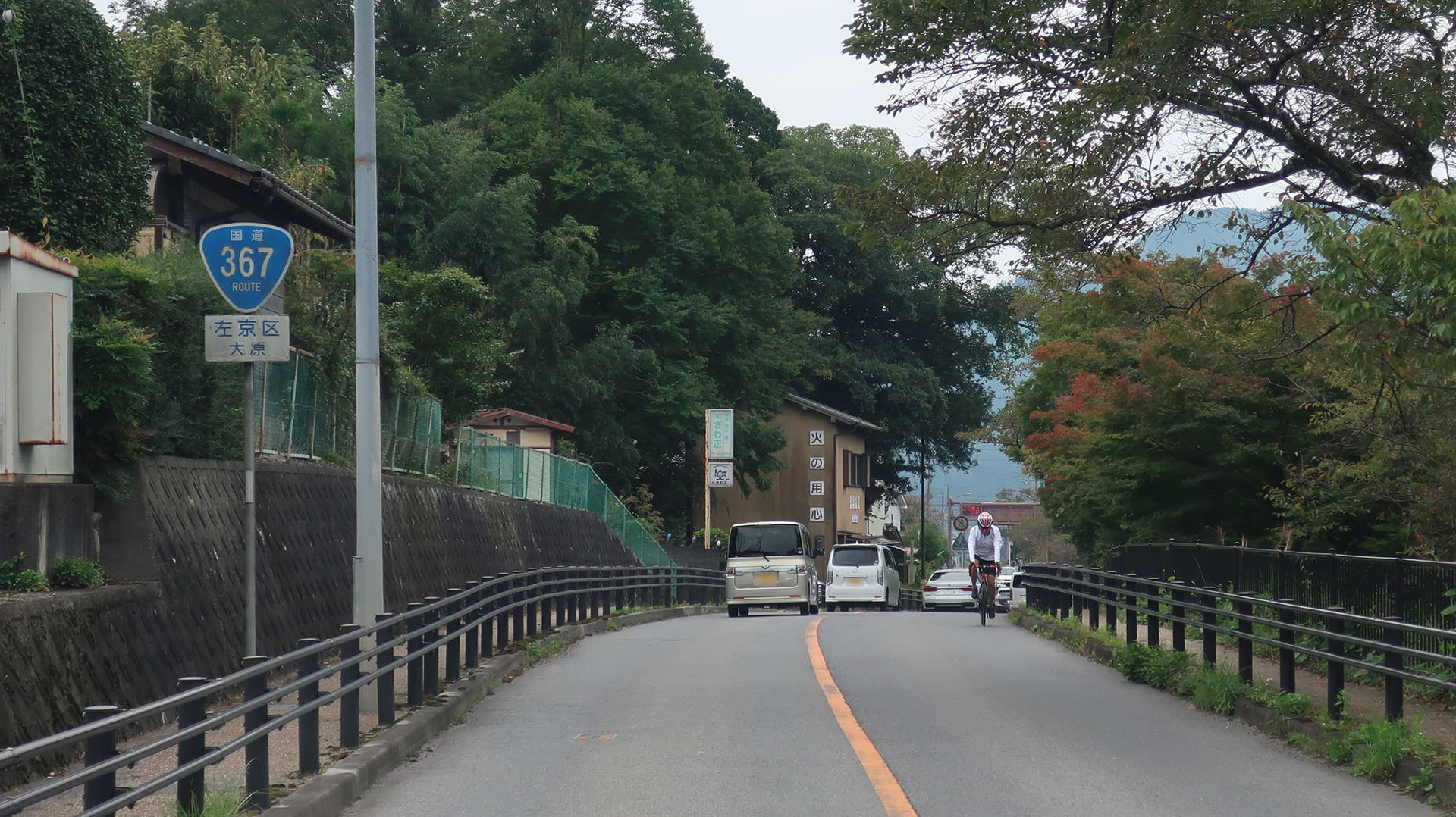
京都市左京区大原付近
（2020年10月撮影）

起点の京都市下京区から、左京区の八瀬や大原を経て、滋賀県大津市の途中越や花折峠を北へ進む。その後、高島市を経由し、途中の今津町保坂交差点より先は、国道303号と重複となり、終点の福井県三方上中郡若狭町に至る路線である。国道162号とともに、京都市と福井県を結ぶ主要道路のひとつとなっている。
近年は道路拡幅を中心とした改良が大津市葛川地区を中心に進み、かつてのような狭隘箇所はほぼ解消している。また、一部区間は毎年冬に京都市内で開催される各種駅伝大会 のコースとなっている。

### 路線データ
一般国道の路線を指定する政令に基づく起終点および重要な経過地は次のとおり。
- 起点：京都市（下京区、烏丸五条交差点 = 国道1号交点、国道8号終点、国道9号・国道24号起点）
- 終点：福井県遠敷郡上中町[注釈 3]（三方上中郡若狭町、三宅交差点 = 国道27号交点、国道303号終点）
- 重要な経過地：滋賀県高島郡今津町[注釈 4]
- 総延長 : 70.5 km（福井県 5.7 km、滋賀県 41.4 km、京都市 23.4 km）重用延長を含む[2][注釈 5]
- 重用延長 : 10.9 km（福井県 5.7 km、滋賀県 5.2 km、京都市 - km）[2][注釈 5]
- 未供用延長 : なし[2][注釈 5]
- 実延長 : 59.6 km（福井県 - km、滋賀県 36.2 km、京都市 23.4 km）[2][注釈 5]
  - 現道 : 57.1 km（福井県 - km、滋賀県 33.8 km、京都市 23.4 km）[2][注釈 5]
  - 旧道 : 1.1 km（福井県 - km、滋賀県 1.1 km、京都市 - km）[2][注釈 5]
  - 新道 : 1.4 km（福井県 - km、滋賀県 1.4 km、京都市 - km）[2][注釈 5]
- 指定区間：なし[3]

## 歴史
- 1975年（昭和50年）4月1日 - 一般国道367号（京都市 - 福井県遠敷郡上中町）指定。（国道303号の一部（重用）および主要地方道（滋賀県道・京都府道）京都大原今津線の昇格による[4]。）

## 路線状況

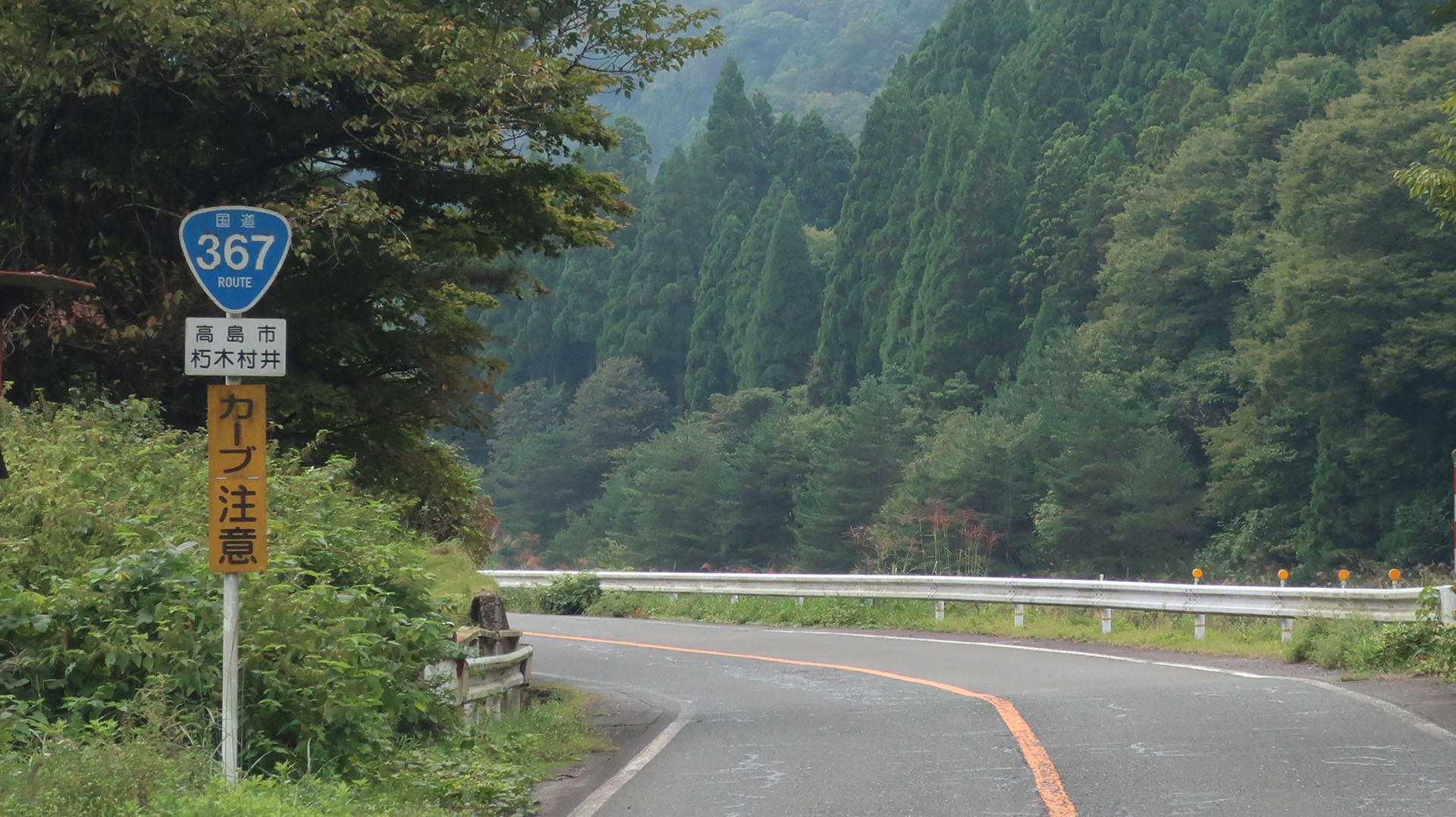
滋賀県高島市朽木
（2020年10月撮影）

### 通称
- 鯖街道（若狭街道）（京都市左京区 - 高島市朽木）

若狭で獲れた鯖を京に運ぶ行商人が通った道であることからついた名前である。他には現在の国道162号などがある。
- 烏丸通（起点：烏丸五条 - 京都市中京区 - 上京区 - 北区：烏丸北大路）
- 北大路通（京都市北区：烏丸北大路 - 左京区：高野橋東詰）
- 川端通（京都市左京区：高野橋東詰 - 山端跨線橋）
- 白川通（京都市左京区：山端跨線橋 - 花園橋）

### バイパス
- 八瀬バイパス（1967年（昭和42年）8月開通[5]）延長約 700 m[6]
- 大原バイパス（1971年開通[5]）
- 小出石バイパス（1979年7月開通[5]）
- 葛川バイパス
- 途中谷バイパス

### 重複区間
- 国道477号（京都府京都市左京区大原小出石町 - 滋賀県大津市伊香立途中町）
- 国道303号（滋賀県高島市今津町・保坂交差点 - 福井県三方上中郡若狭町・三宅交差点（終点））

### 道路施設

#### 橋梁
- 京都府
  - 北大路橋（鴨川（賀茂川）[注釈 6]、京都市北区 - 京都市左京区）
  - 高野橋（高野川、京都市左京区下鴨東森ケ前町 - 同市同区高野西開町）
- 滋賀県
  - 中村大橋（大津市葛川木戸口町 - 同市葛川中村町）
  - 桑野橋（安曇川、高島市朽木大野）

#### トンネル
- 京都府
  - 八瀬トンネル（京都市左京区八瀬）
- 滋賀県
  - 途中トンネル（大津市伊香立途中町）

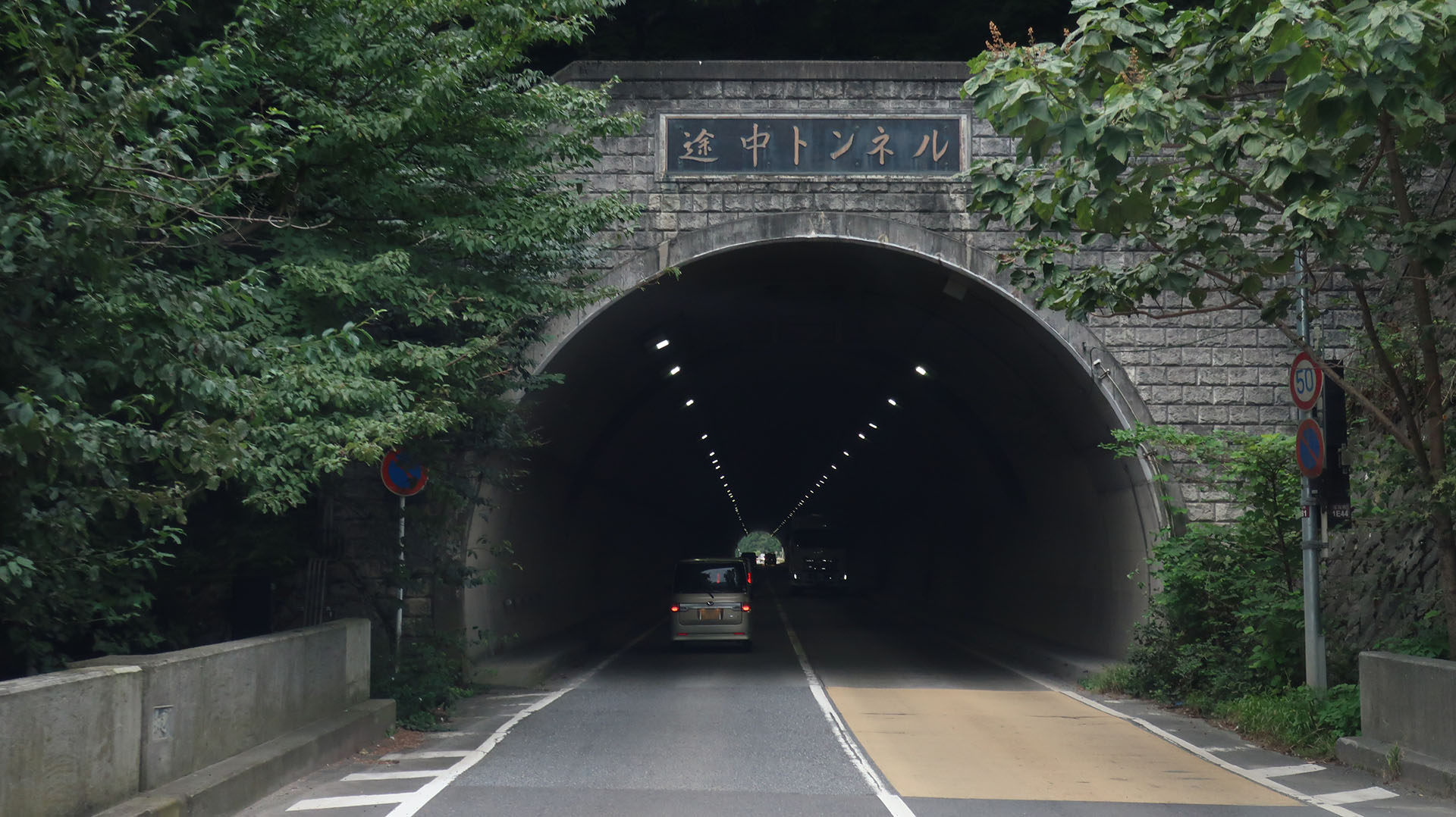
途中トンネル
大津市伊香立途中町

  - 花折トンネル（大津市伊香立途中町 - 大津市葛川坂下町）
  - 牛の鼻トンネル（大津市葛川坂下町）
  - 行者山トンネル（大津市葛川坂下町）
  - 坂下トンネル（大津市葛川坂下町）

#### 道の駅
- 滋賀県
  - くつき新本陣（高島市）
- 福井県
  - 若狭熊川宿（三方上中郡若狭町、国道303号重複区間内）

## 地理

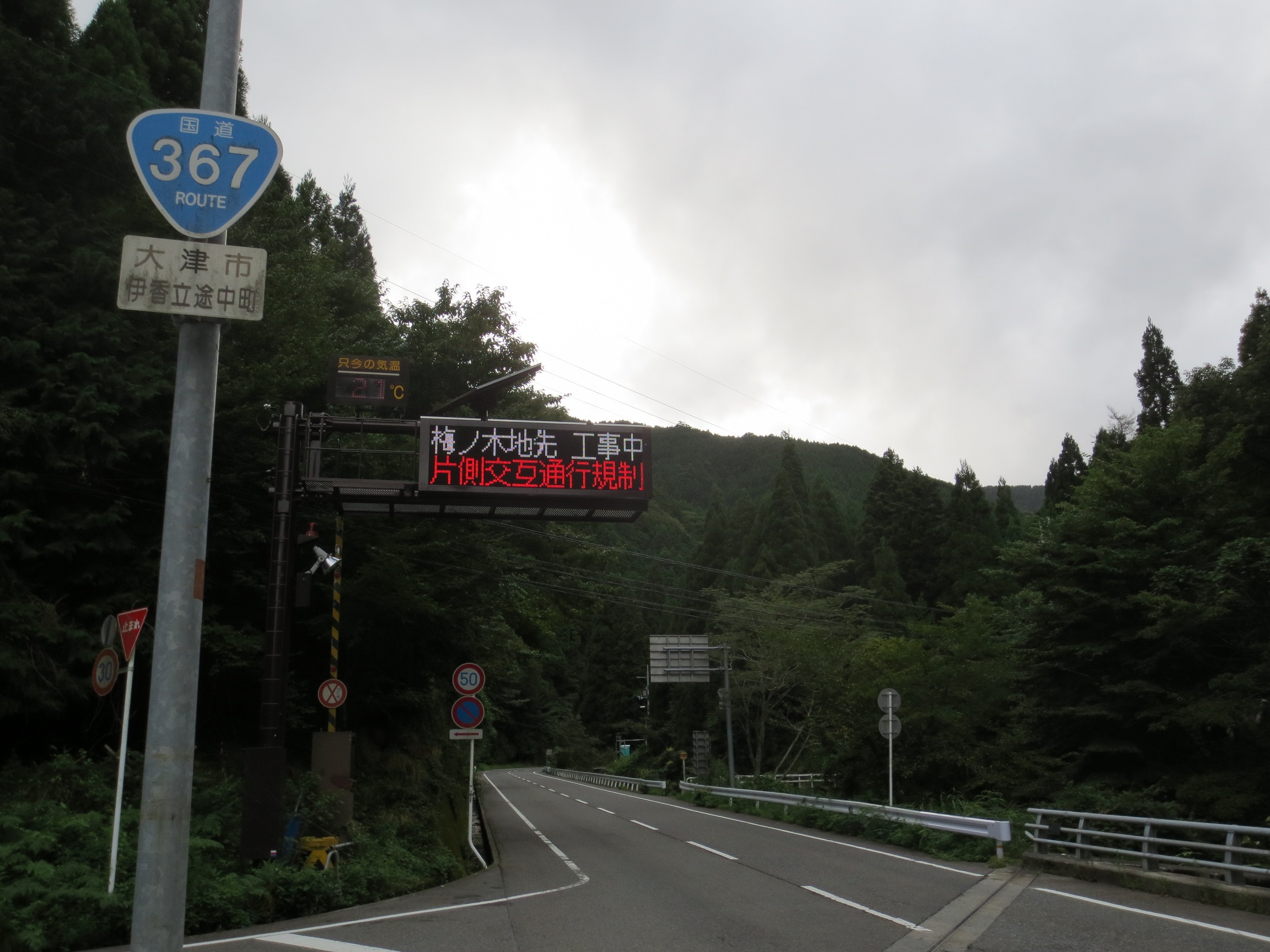
大津市伊香立途中町 途中越付近（2013年9月）

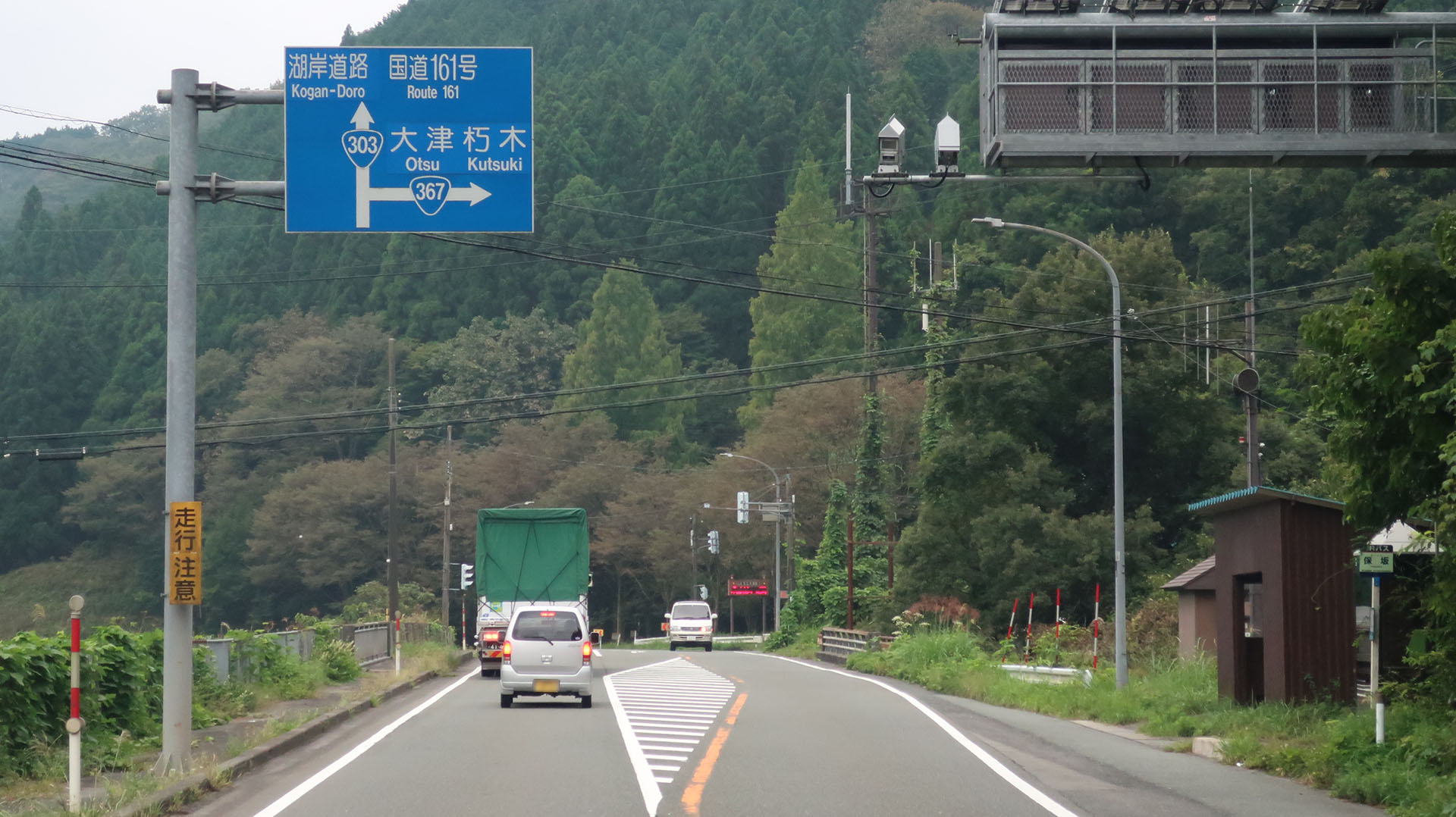
国道303号との分岐
滋賀県大津市今津町、保坂交差点

### 通過する自治体
- 京都府
  - 京都市（下京区 - 中京区 - 上京区 - 北区 - 左京区）
- 滋賀県
  - 大津市 - 高島市
- 福井県
  - 三方上中郡若狭町

### 交差する道路
- 国道1号・国道8号・国道9号、国道24号（京都市下京区・烏丸五条交差点）
- 国道477号（京都市左京区大原小出石町）
- 国道477号（大津市伊香立途中町）
- 国道303号（高島市保坂交差点）
- 国道27号（若狭町三宅交差点）

### 峠
- 滋賀県
  - 途中越（大津市）
  - 花折峠（大津市） - 花折トンネル
  - 檜峠（高島市）
  - 水坂峠（高島市） - 水坂トンネル